# شهرستان سولیوان (میزوری)
شهرستان سولیوان، میزوری (به انگلیسی: Sullivan County, Missouri) یک سکونتگاه مسکونی در ایالات متحده آمریکا است که در میزوری واقع شده‌است.